# Habsburg–Lotaringiai Ferenc Károly főherceg
Habsburg–Lotaringiai Ferenc Károly (ismert még mint Ausztriai Ferenc Károly főherceg, teljes nevén Ferenc Károly József, németül: Franz Karl von Österreich; Bécs, 1802. december 17. – Bécs, 1878. március 8.), a Habsburg–Lotaringiai-házból származó osztrák főherceg, II. Ferenc német-római császár és Bourbon–Szicíliai Mária Terézia császárné legfiatalabb, felnőttkort megért gyermeke, aki két további monarcha édesapja: I. Ferenc József osztrák császár és magyar király és I. Miksa mexikói császár, továbbá Károly Lajos nevű gyermeke révén Ferenc Ferdinánd trónörökös nagyapja, valamint I. Károly osztrák császár dédapja.

## Élete

### Származása

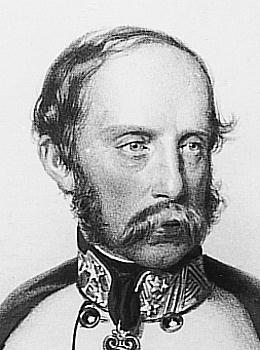
Ferenc Károly osztrák főherceg

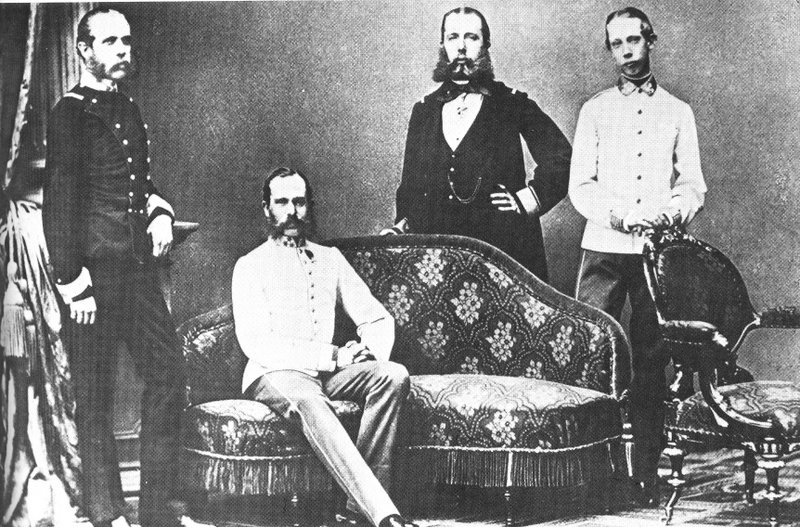
Ferenc Károly fiai: Károly Lajos, Ferenc József, Miksa és Lajos Viktor főhercegek

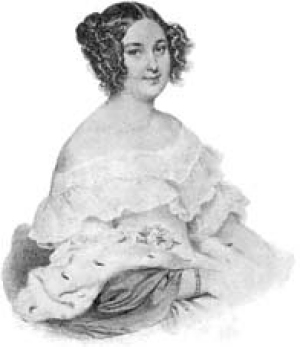
Zsófia főhercegnő, Ferenc Károly felesége

Ferenc Károly főherceg édesapja II. Ferenc (1768–1835) német-római császár, magyar és cseh király (1804 után I. Ferenc néven osztrák császár).
Édesanyja Ferenc császár második felesége, a Bourbon-házból való Mária Terézia Karolina nápoly–szicíliai királyi hercegnő (1772–1807), német-római császárné volt, IV. Ferdinánd nápolyi király (1751–1825), később I. Ferdinánd néven nápoly–szicíliai király és Habsburg–Lotaringiai Mária Karolina Lujza főhercegnő leánya.
A szülők házasságából 12 gyermek született, közülük heten érték meg a felnőttkort, ezekből kettőt súlyos szellemi fogyatékosság sújtott:
1. Mária Ludovika főhercegnő (1791–1847), aki 1810-ben I. Napóleon francia császár feleségeként Franciaország császárnéja, majd Parma hercegnőjeként 1821-ben Adam Albert von Neipperg gróf, majd 1834-ben Charles-René de Bombelles gróf felesége lett.
2. Ferdinánd főherceg (1793–1875), aki később 1835-ben apja utódjaként I. Ferdinánd néven osztrák császár, V. Ferdinánd néven magyar király lett, 1831-ben Savoyai Mária Anna szárd királyi hercegnőt vette feleségül.
3. Karolina Leopoldina főhercegnő (1794–1795), kisgyermekként meghalt.
4. Karolina Lujza főhercegnő (1795–1799), kisgyermekként meghalt.
5. Mária Leopoldina főhercegnő (1797–1826), aki 1817-ben feleségül ment I. Péter brazíliai császárhoz (1798–1834), VI. János portugál király fiához, aki 1826-tól IV. Péter néven portugál király lett.
6. Mária Klementina főhercegnő (1798–1881), aki 1816-ban a Bourbon-házból való Lipót János salernói herceghez, I. Ferdinánd nápoly–szicíliai király és Mária Karolina osztrák főhercegnő fiához ment feleségül.
7. József Ferenc főherceg (1799–1807), gyermekkorban meghalt.
8. Karolina Ferdinanda főhercegnő (1801–1832), aki 1819-ben Frigyes Ágost szász koronaherceghez ment feleségül.
9. Ferenc Károly főherceg (1802–1878), a későbbi Ferenc József osztrák császár és I. Miksa mexikói császár apja.
10. Mária Anna főhercegnő (1804–1858) súlyos szellemi fogyatékossággal született.[1]
11. János Nepomuk főherceg (1805–1809), kisgyermekkorban meghalt.
12. Amália Terézia főhercegnő (*/† 1807), csecsemőként meghalt.

### Házassága, gyermekei, utódai
Ferenc Károly főherceg 1824. november 4-én Bécsben feleségül vette a Wittelsbach-házból származó Zsófia Friderika bajor királyi hercegnőt (1805–1872), I. Miksa bajor királynak, és második feleségének, Karolina Friderika Vilma badeni hercegnőnek leányát. Házasságukból 1 elhalt mellett 5 élő gyermek született, akik közül négyen érték meg a felnőttkort.
- Ferenc József főherceg (1830–1916), később I. Ferenc József osztrák császár, magyar és cseh király,
  - aki 1854-ben feleségül vette Wittelsbach Erzsébet bajor hercegnőt, Miksa bajor herceg (Max Joseph in Bayern) és Ludovika Vilhelmina bajor királyi hercegnő (Ludovika Wilhelmina von Bayern) leányát.
- Ferdinánd Miksa főherceg (1832–1867), később I. Miksa néven Mexikó császára,
  - aki 1857-ben feleségül vette Sarolta belga királyi hercegnőt, I. Lipót belga király és második felesége, Lujza Mária belga királyné (Louise-Marie Thérèse d’Orléans) leányát. Nem született gyermekük.
- Károly Lajos főherceg (1833–1896), akinek
  - első felesége (1856) Margit Karolina szász királyi hercegnő (Margarete Karoline von Sachsen) (1840–1858) volt, I. János szász király (1801–1873) és Amália Auguszta bajor királyi hercegnő (1801–1877) leánya,
  - második felesége (1862) Mária Annunciáta nápoly–szicíliai királyi hercegnő (Maria Annunciata di Borbone due Sicilie) (1843–1871) volt, II. Ferdinánd nápoly–szicíliai királynak (1810–1859) és Habsburg–Tescheni Mária Terézia Izabella főhercegnőnek (1816–1867) leánya.
  - harmadik felesége (1873) Mária Terézia portugál infánsnő (Maria Theresa von Portugal, 1855–1944) volt, I. Mihály portugál királynak (1802–1866) és Adelheid Zsófia löwenstein–wertheim–rosenbergi hercegnőnek (1831–1909) leánya.
- Mária Anna Karolina főhercegnő (1835–1840), kisgyermekként meghalt.
- Egy halva született fiú (*/† 1840. október),
- Lajos Viktor főherceg (1842–1919). Homoszexuális volt, nem nősült meg, nem születtek gyermekei.

Ferenc Károly és Zsófia házassága sokáig gyermektelen maradt. Az első fiú, Ferenc József főherceg (a későbbi császár) csak a házasság hatodik évében született meg, nagy nehézségek árán, több elvetélt terhességet követően. Zsófia főhercegnét gyakran és hosszan kellett kezeltetni a Bad Ischl-i gyógyfürdőkben. Következő fiai, Miksa és Károly Lajos két, majd három évvel ezután születtek. Lajos Viktor tizenkét évvel később jött a világra.
Bécsben az a pletyka kapott lábra, hogy a két legidősebb fiú apja talán nem is Ferenc Károly, Zsófia férje, hanem inkább Wasa Gusztáv svéd királyi herceg vagy a fiatalon elhunyt Napóleon Ferenc reichstadti herceg. E pletykát alátámasztani látszik, hogy sem Ferenc József, sem legidősebb öccse, Miksa arcvonásai nem hordozzák a Habsburgok tipikus jellegzetességeit (például a duzzadt alsóajkat).
Egyetlen leányuk, Mária Anna Karolina (1835–1840) nagybátyjához, Ferdinánd császárhoz hasonlóan epilepsziában szenvedett, és négyéves korában meghalt.

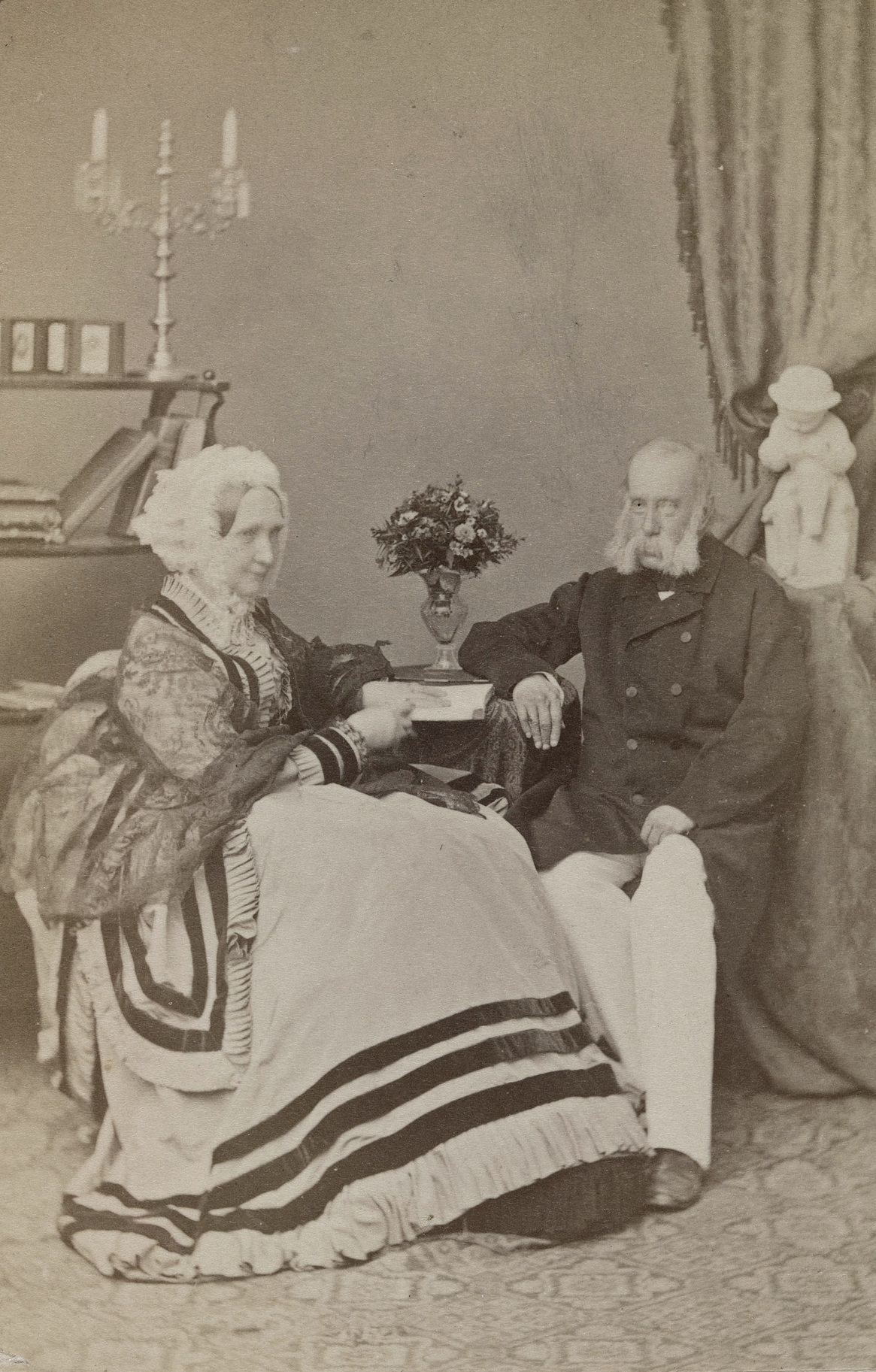
Az idős Ferenc Károly főherceg és Zsófia főhercegné

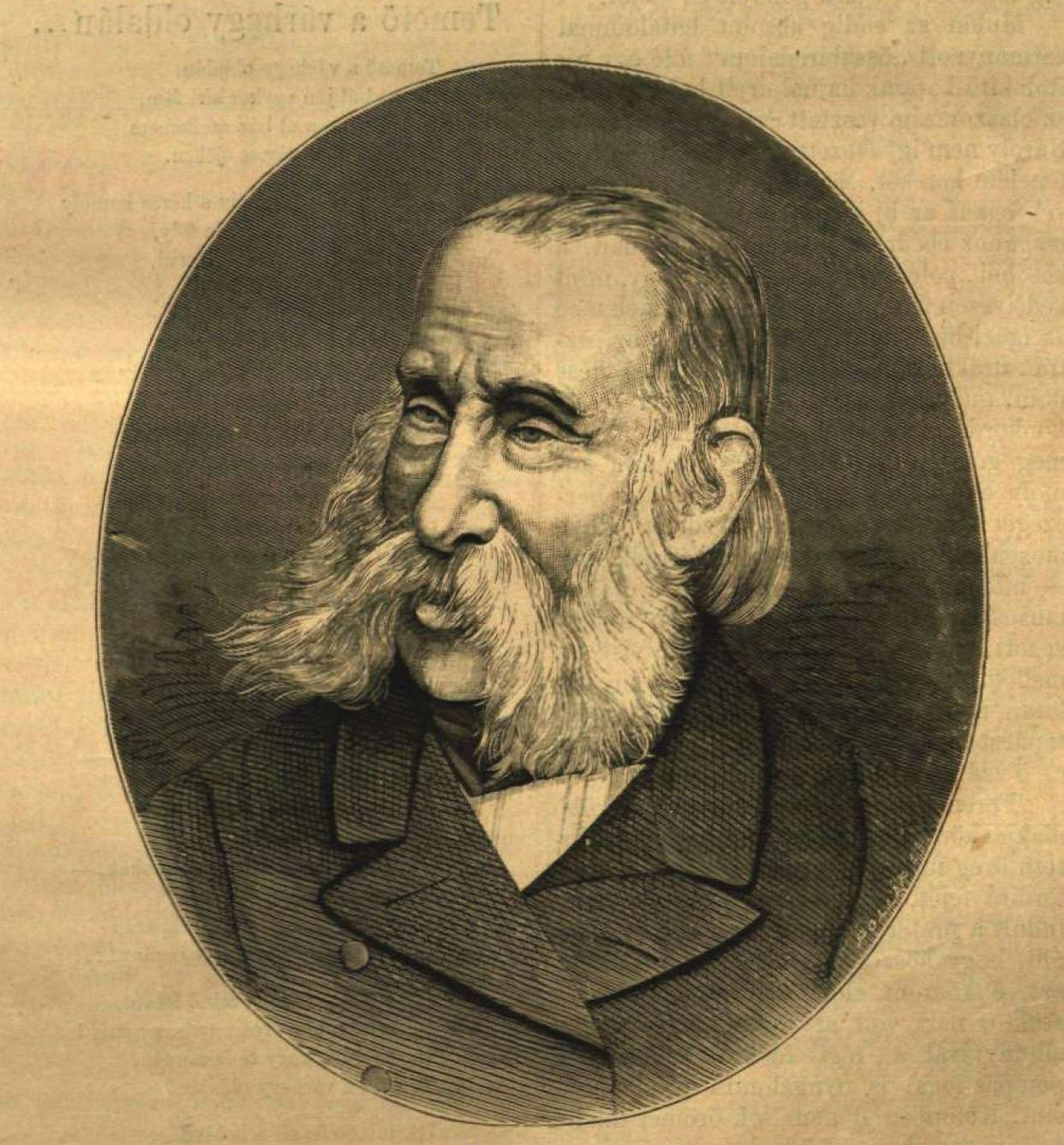
A főherceg időskori arcképe

### Lemondása trónigényéről
Mivel kizártnak tűnt, hogy Ferdinándnak utódja szülessék, ezért Ferenc császár halála után eleinte Ferdinánd legidősebb öccsét, Ferenc Károly főherceget, a becsvágyó, tehetséges és célratörő Zsófia főhercegné férjét tekintették a császári trón várományosának, aki azonban nem mutatott komoly érdeklődést az államügyek vezetése iránt, bár 1848 tavaszán a császár nevében ő maga is többször tárgyalt a magyar országgyűlés küldötteivel, április után pedig a magyar miniszterelnökkel, Batthyány Lajos gróffal is. Az államtanács tagjai már évek óta Ferenc Károly 1830-ban született fiát, Ferenc József főherceget vették számításba trónörökösként, fiatal kora miatt azonban késleltették az uralkodóváltást. A magyar forradalom miatt létrejött válságos helyzetben azonban a Zsófia főhercegné befolyása alatt álló udvari kamarilla 1848. december 2-án Olmützben puccsszerűen lemondatta az uralkodót. A trónöröklés törvényes rendjében Ferenc Károly következett volna, felesége erélyes követelésére azonban ő maga is lemondott trónigényéről legidősebb fia, Ferenc József főherceg javára. Az uralkodóváltás megmentette a forradalmaktól veszélyeztetett birodalmat és a Habsburg-dinasztiát.
Ferenc Károly politikai tevékenységének hatása Ausztria történelmében jelentéktelen, bár tagja volt a Metternich által létrehozott államértekezletnek (Staatskonferenz), amely a császár helyett a valódi irányító hatalmat gyakorolta (sokan az államértekezlet tagjait az udvari kamarillapolitika csinálóival azonosítják). Helyette energikus felesége, Zsófia főhercegné politizált és intrikált, előbb férje, majd fia mögé rejtőzve.
Második fiát, Ferdinánd Miksa („Max”) főherceget, aki 1864-ben III. Napóleon francia császár ösztönzésével és katonai támogatásával I. Miksa néven Mexikó császára lett, 1867-ben a köztársaságiak elfogták és kivégezték. Ő volt Zsófia főhercegné kedvenc gyermeke. Az anya ezt a csapást sohasem heverte ki teljesen.
Ferenc Károly főherceg túlélte feleségét, és – Mária Klementina főhercegnő kivételével – valamennyi leánytestvérét. 1878-ban halt meg Bécsben. Fiai – a kivégzett Ferdinánd Miksa főherceg kivételével – túlélték apjukat. Leszármazottai jelentős politikai szerepekhez jutottak. Legidősebb fiának, Ferenc József császárnak halála (1916) után harmadik fiának, Károly Lajos főhercegnek unokája, Károly lett az Osztrák–Magyar Monarchia uralkodója.